# August Pezzey der Jüngere

August Pezzey

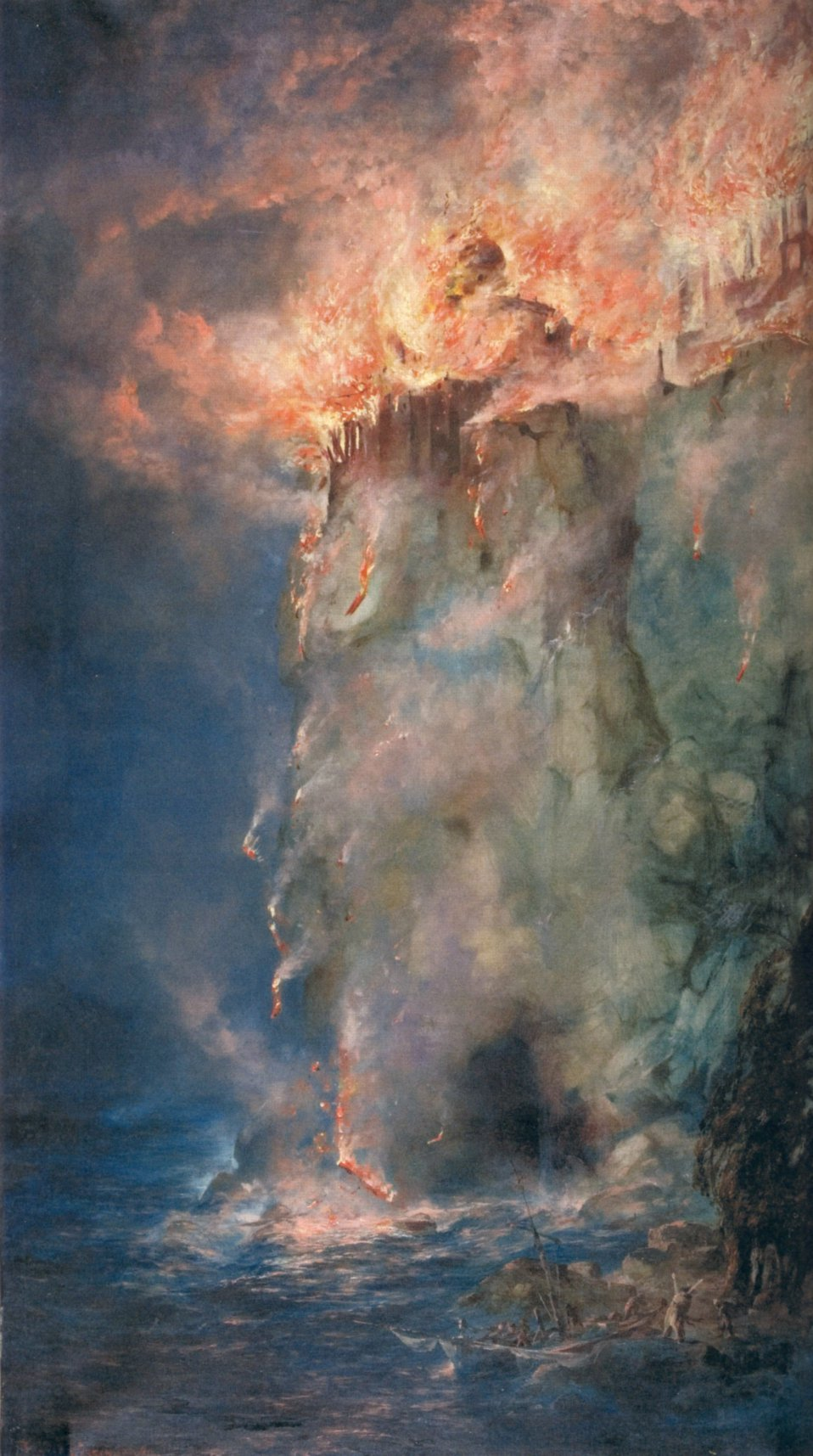
August Pezzey: Brennendes Schloss (1897), Tiroler Landesmuseum Ferdinandeum

August Pezzey (* 2. September 1875 in Innsbruck; † 4. November 1904 ebenda) war ein österreichischer Maler.

Signatur August Pezzey

## Leben
Er war der Sohn des gleichnamigen ladinischen Kirchenmalers August Pezzey des Älteren (bisweilen auch: Arthur Pezzei, 27. August 1847 in Wengen bei Bruneck, † 12. Juli 1915 in Wien) sowie dessen Ehefrau Agnes geb. Frech († 29. April 1901 in München; Alter: 68 [sic!]). Sein Bruder Arthur Pezzey wurde am 4. Juni 1879 geboren, begann seine Laufbahn als Schauspieler am Schillertheater in Berlin und wirkte später am Theater an der Wien sowie unter Max Reinhardt am Deutschen Theater Berlin.
Die Jugendzeit verlebte Pezzey jun. in Innsbruck. Da sich bald seine künstlerische Veranlagung zeigte, ließen ihn die Eltern die k.k. Staatsgewerbeschule besuchen, wo hauptsächlich die Professoren Deininger, Josef Tapper (1854–1906), Heinrich Fuss (1845–1913) und Ruf seine Ausbildung leiteten. Nach dem Besuch der Gewerbeschule studierte Pezzey an der Akademie der Bildenden Künste München, wo er bei Professor Otto Seitz die ersten Proben seines Könnens ablieferte. Schon bald konnte er seinen Unterhalt mit dem Verkauf seiner Bilder finanzieren, über die ersten finanziellen Schwierigkeiten half ihm ein landschaftliches Stipendium hinweg. Nachdem er noch einige Zeit bei Franz von Defregger studiert hatte, zog er nach dem Tod seiner Mutter im April 1900 wieder nach Innsbruck, wo er eine reiche künstlerische Tätigkeit entfaltete und seine Werke der Öffentlichkeit in den Schaufenstern der Kunsthandlungen vorführte. Zu seinen Kunden zählten einflussreiche Persönlichkeiten, unter ihnen Erzherzog Eugen und Prinz Hohenlohe, für den er das Innere der Hofkirche malte. Auch als Illustrator machte sich Pezzey einen Namen. Bekannt sind seine Illustrationen des Romans „Frau Hitt“ von Franz Dolliner (1867–1911). Als Mensch war Pezzey eine nervöse, leicht reizbare Natur, daher oft aufbrausend, aber ebenso schnell wieder gutmütig und versöhnlich.

## Der tragische Tod Pezzeys
In der Nacht vom 3. auf den 4. November 1904 kam es in Innsbruck als Höhepunkt der Streitigkeiten um die Eröffnung der italienischen Rechtsfakultät (und wahrscheinlich auch zufolge der geplanten Einstellung der vom Literaturhistoriker Arturo Farinelli in Italienisch gehaltenen Vorlesungen) zwischen deutschnationalen und italienischen Studenten zu bewaffneten Auseinandersetzungen, bekannt auch als Fatti di Innsbruck (dt. Die Ereignisse von Innsbruck). Als um etwa zwei Uhr morgens auf Anforderung des Statthalters Erwin von Schwartzenau das Militär eingriff, wurde Pezzey von einem k.u.k. Kaiserjäger rücklings durch einen Bajonettstoß getötet. Die unmittelbare Untersuchung des Vorfalls erbrachte als Täter Luigi Minotti, einen aus Borgo gebürtigen Unterjäger der 13. Kompanie des in Innsbruck garnisonierenden Tiroler Kaiserjäger-Regiments. Minotti gab gegenüber Vorgesetzten an, als Pezzey sich zu seinem Hund (Rufname: Satan) gebückt habe, hätte er dies als Widerstand aufgefasst und mit dem Bajonett zugestoßen.

Die Aufbahrung des durch einen Bajonettstich getöteten Malers Pezzey

Pezzey war das einzige Todesopfer der Ausschreitungen, obwohl er selbst nur Zuschauer war. Dennoch wurde er danach als Märtyrer für die deutsche Sache gefeiert; zu seinem Begräbnis am 6. September am Westfriedhof kamen etwa 30.000 Menschen.

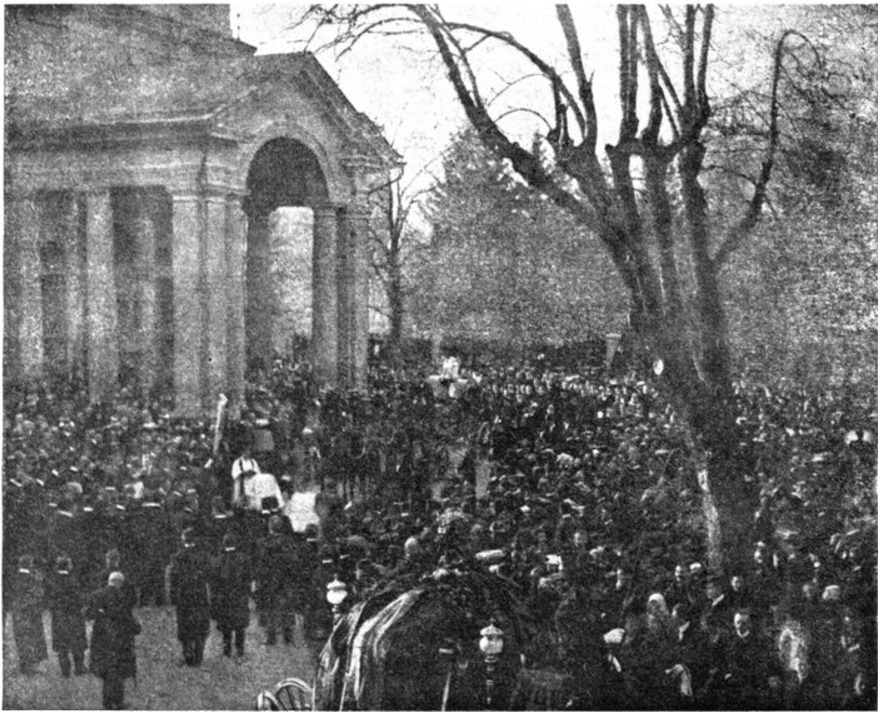
Das Leichenbegräbnis des Malers Pezzey am Westfriedhof

Pezzey erhielt ein Ehrengrab, und der deutschfreiheitliche Bürgermeister Wilhelm Greil (1850–1928) hielt beim Begräbnis eine flammende Rede:

„August Pezzey! Wir alle, ja die gesamte Bewohnerschaft der kerndeutschen Stadt Innsbruck, weinen und trauern an Deinem Grabe. Ein herrlich schöner Tod war Dir beschieden auf dem Felde der Ehre für das deutsche Volk. Du warst stets ein freier deutscher Mann durch und durch. Im Kampfe gegen freche welsche Gewalttaten hast Du Dein Leben ausgehaucht als Märtyrer für die deutsche Sache, aber nicht nur Dein junges, blühendes Leben, auch Dein großes Talent und Dein gewaltiges künstlerisches Genie hast Du in Begeisterung hingeopfert auf dem Altare des deutschen Volkes.“

Persönlich noch vereinnahmender war die nach Greil folgende Rede des alldeutschen Abgeordneten zum Reichsrat für Böhmen Anton Schalk (1868–1951), gemäß der es aus dem Grab Pezzeys heraus rufe: Es ist eine Lüge, wenn dem Kaiser gemeldet wird, die Erregung der Tiroler sei eine künstliche, denn heilig war dem Tiroler stets der nationale Kampf, die nationale Ehre.

## Nachleben

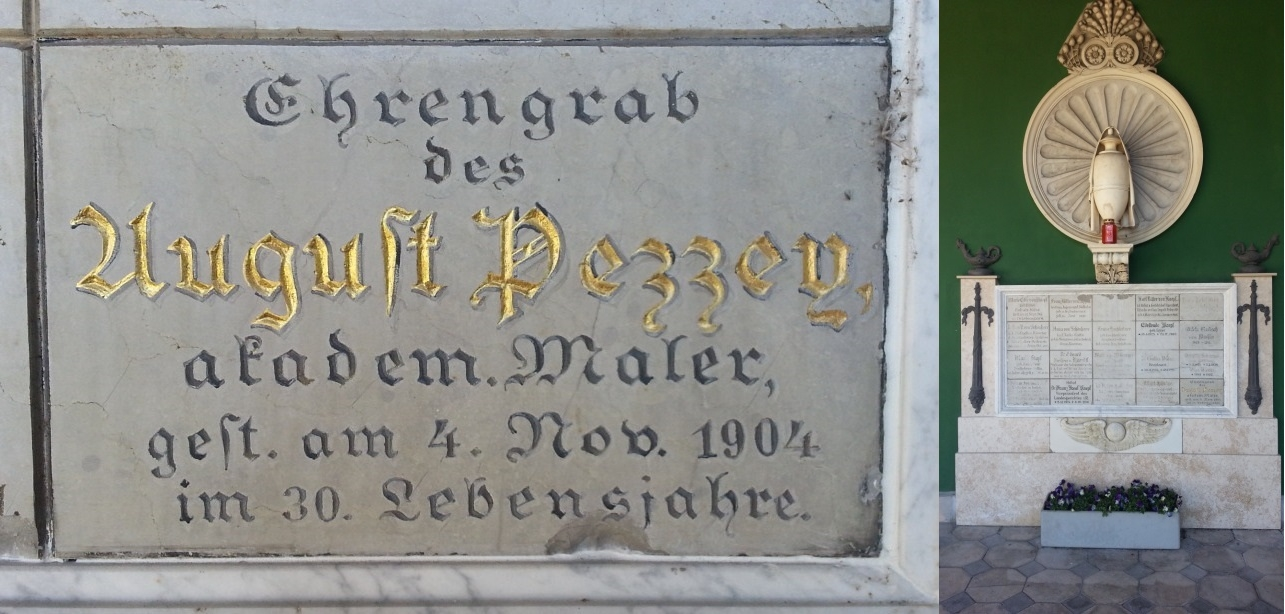
Grabstätte von August Pezzey

August Pezzeys ist am städtischen Friedhof (Westfriedhof) in der 55. Arkade beigesetzt.
Von seiner Leiche wurde eine Totenmaske abgenommen.
Der akademische Maler Josef Durst zeichnete den Verstorbenen auf dem Totenbett. Die Zeichnung ist in Lebensgröße ausgeführt und wurde vom hiesigen Fotografen Dornach reproduziert.
"Der Scherer" gab zu seinem Andenken eine Sondernummer heraus, die den Titel "Deutsches Blut" trug und fünf Reproduktionen von Bildern Pezzeys enthielt. Auch die "Jugend" gedachte des Verstorbenen mit einer Extranummer.
Am 27. November 1904 wurde in Innsbruck eine Ausstellung eröffnet, in der gegen 200 Kunstwerke Pezzeys gezeigt wurden.
Der im Mai 1905 über das Nachlassvermögen Pezzeys eröffnet Konkurs wurde am 9. Jänner 1906 für beendet erklärt.
Im Mordprozess Rutthofer, der im September Jahres 1906 die Gemüter der Innsbrucker erregte, wurde auch der Name des Künstlers genannt. Er soll einer der zahlreichen Liebhaber der des Gattenmordes beschuldigten Luise Rutthofer gewesen sein.

## Werk
August Pezzey hat in den 10 Jahren seines Schaffens eine große Zahl von Bildern hinterlassen. Sein Stil war von Arnold Böcklin und Hans Makart beeinflusst. Zeitgenossen hoben besonders zwei Eigenschaften des Künstlers hervor: seine schier unerschöpfliche Phantasie und seinen reichen, sicheren Farbsinn, der allerdings, wenn er zu ungezügelt wurde, beim Innsbrucker Publikum auch Widerspruch erregte. „Pezzey dachte in Farben“ urteilte ein Feuilletonist „seine Bilder drängten sich geradezu in seine glühenden Phantasie, sodass der Pinsel nicht rasch genug arbeiten konnte, um alles festzuhalten, was seine Einbildungskraft gebar; daher diese Menge unvollendeter Skizzen, unvollendet auf der Leinwand, aber schon ganz fertig in der Vorstellung.“ Kritiker bemängelten auch „eine gewisse Unsicherheit in der Zeichnung, besonders des Nackten, und die nachlässige Behandlung der Figuren.“
Pezzeys eigentlichstes Gebiet waren seine Märchenbilder, auch geschichtliche Themen, die ihm Gelegenheit zur phantastischen Prachtentfaltung boten, wählte er gerne. Die künstlerische Entwicklung, die er in seinem kurzen Leben genommen hat, lässt sich am besten an seinen Porträts nachverfolgen. Die große Zahl von Porträtskizzen, die er in seiner Künstlerlaufbahn anfertigte, zeigt, wie ernst er in dieser Hinsicht vorwärtsstrebte.
Als Pezzey starb, war seine Kunst nicht vollendet. Bei der Vielseitigkeit seines Talentes wäre noch Vieles möglich gewesen.
Werke, die zu Lebzeiten des Künstlers in der Tagespresse besprochen wurden:
Kampf der Liebe oder der Kampf zweier Centauern; Harun al Raschid; Madonna; Porträt des Komponisten P. Hartmann v. An der Lan; Spanische Gesellschaft im Park; Schloss Lebenberg bei Meran, Im Kampfe; Da bist du nun, Gräflein; Anakreons Grab; Alpensee; An der Tränke; Das Grab; Abend am Meer; Abendstimmung; Der König von Thule; Schloss Forst bei Meran.
Posthum besprochene und erwähnte Werke:
Holländische Familie beim Nachtisch (das letzte größere Werk Pezzeys); Nymphenburg; Grab des Adonis; Mythenheim; Burgbrand; Spätherbst (das der Künstler in der Stimmung des gleichnamigen Gedichtes von Adolf Pichler schuf); Der Kampf um die Liebe; Der sterbende Roland; Froschkönig; Wunderbächlein; Ekkehard; Nathan der Weise; Dekorativer Entwurf; Simeon; Triumphzug des Titus in Jerusalem; Aktstudien; Zyklus von Opernszenen (unvollendet); Nächtlicher Triumphzug mit grünem und roten Fackellicht; Drei Zinnen; Porträts eines blonden jungen Mannes, der Mutter und des Bruders Arthur; Das Mädchen am Bache; Der Schlafende Roland; Erlkönig, Ein tiefes kühles Grab; Am Busento; Triumphzug des Hannibal; Bilder im Skizzenbuch; Moses im Binsenkorb; Anmut; Nathan der Weise; Santuzza; Petrus; Herodias; Am Palmenstrand; Bei Tarent; Männliche Aktstudie; In der Kirche; Dekorationsstudie; Huldigung; Eitelkeit; Nackte Wahrheit; Entführung; Krippenlandschaft; Geisterturm; Am Krystallsee; Aus Schönna; Landschaft; Flucht aus Ägypten; Kristallgrotte; Grablegung; Semiramis; Nilfest; Die Sünde.